# Natalija Pałamarczuk
Natalija Iwaniwna Pałamarczuk (ukr. Наталія Іванівна Паламарчук; ur. 31 lipca 1986) – ukraińska, a od 2012 roku azerska zapaśniczka startująca w stylu wolnym. Zajęła piąte miejsce na mistrzostwach świata w 2012, a także na mistrzostwach Europy w 2012. Piąta na uniwersjadzie w 2013. Ósma w Pucharze Świata w 2010 i dziewiąta w 2012 roku.